# Hygroamblystegium orthocladon
Hygroamblystegium orthocladon là một loài rêu trong họ Amblystegiaceae. Loài này được P. Beauv. Loeske mô tả khoa học đầu tiên năm 1910.